# Jornada de los Gelves (1510)
La Jornada de los Gelves fue una expedición militar a la isla de Yerba (actual Túnez) en el contexto de la política de Fernando el Católico de adueñarse de plazas fuertes en las costas del norte de África, que se saldó con la muerte de varios miles de soldados en los sucesos conocidos como Desastre de los Gelves, y la pérdida de varios cientos de personas más —soldados, marineros y acompañantes— a causa de la sed y las distintas tormentas que padecieron una vez embarcados para su evacuación. La tentativa de tomar la isla finalizó con la retirada a Lampedusa en octubre de 1510.

## Antecedentes
La toma de Orán en 1509 generó un entusiasmo que impulsó a la corona la formación de nuevas expediciones de conquista. En diciembre de 1509, se reunió una armada en Ibiza y Formentera, a cargo de Pedro Navarro, con el objeto de tomar varias plazas en la costa de Berbería. El 1 de enero de 1510 parte la armada con 20 navíos y entre cuatro y cinco mil hombres de guerra con destino a una inadvertida Bugía, desembarcando el día 5 y tomando la ciudad frente a una débil resistencia.
Una batalla en los alrededores de la ciudad anima a Argel y Túnez rendir pleitesía —al menos, de forma nominal— al rey católico. En mayo de 1510 llegan refuerzos desde Málaga. Tras producirse una epidemia que causa un centenar de muertos, los españoles se desplazan a Favignana, donde se aprovisionan. El 15 de julio de 1510 se embarcan hacia Trípoli, si bien en esta ocasión los de la ciudad tienen conocimiento de la armada. Se produce el asalto y saqueo de la ciudad, matando a varios miles de defensores, y tomando como cautivos —o esclavos— a la mayoría de la población civil.

## Desastre de los Gelves
El 29 de julio de 1510 parte Pedro Navarro con unas cuantas embarcaciones hacia Djerba para solicitar pleitesía de esta plaza. Rechazadas sus demandas, regresa a Trípoli donde hace alarde general. Arriba don García de Toledo junto con 3000 hombres, con cargo de capitán general concedido por el rey, sustituyendo a Pedro Navarro como jefe de las tropas. El 26 de agosto se embarcan llegando el 29 a la isla.
El desembarco en Djerba se realiza mediante las embarcaciones de remo de la flota. Los 15 000 hombres no llevan ninguna bestia de carga y han de tirar de las piezas de artillería ellos mismos, llevando la munición y la pólvora a hombros. Se forman escuadrones y se inicia la marcha hacia el castillo de Djerba. El calor y la falta de agua propicia que la sed se convierta en la prioridad de los soldados, que a la deshilada van abandonando las filas de los primeros escuadrones con el objetivo de alcanzar unos pozos situados en un palmeral cuanto antes.
Cerca de dicho lugar les aguardan defensores a caballo, que dan sobre varios cientos de soldados de la vanguardia que se refrescaban descuidadamente. Inmediatamente, los infantes españoles comienzan a huir, recogiendo a los que como ellos se han separado de los escuadrones por alcanzar con brevedad los pozos y contagiando el pánico a sus compañeros de armas, que abandonan sus armas y sus armaduras para huir con más velocidad. García Álvarez de Toledo y Zúñiga toma una pica, intentando dar ejemplo para organizar una defensa, pero es muerto por los atacantes.
Las tropas continúan su retirada, deshaciendo los escuadrones amigos en su huido, marchando hasta el punto donde fueron desembarcados. Las embarcaciones de remo habían sido enviadas a controlar el estrecho paso que comunica la isla con el continente, y aquí sólo quedan —por falta de viento, pues tenían instrucciones de costear hasta llegar frente al castillo de Djerba— las naos de mayor calado y menor maniobrabilidad que no se pueden acercar a la costa. Los soldados se arrojan al mar para tratar de alcanzarlas, enviando los capitanes de los navíos sus bateles para recogerlos. Muchos mueren ahogados en su intento de escapar: las embarcaciones están sobrecargadas y no admiten más pasaje para no encallarse, como les sucede a un galeón y a una carabela.
Llega la noche y aún hay 3000 hombres por embarcar. Muchos son muertos o presos, otros sobreviven a la mañana siguiente. Hay capitanes que no permiten que en sus naves entren más soldados por llevar justas las cargas de agua, y marchan con ruta a Nápoles. Además, tiene lugar una tormenta, en la que dos carabelas y un galeón dan al través encallando y muriendo la mayoría ahogados. Otros sobreviven en los mástiles y Navarro envía dos fustas para que los recojan.
El martes, 3 de septiembre, con viento favorable, el conjunto de la flota parte, pero en alta mar los vientos provocan que las embarcaciones se dispersen. Se estima que han muerto entre 2000 y 4000 hombres. Los desastres se suceden en la retirada, muriendo muchos de sed al no haber podido reaprovisionarse en la isla y teniendo lugar la pérdida de muchas naves por las tempestades. El 4 de octubre, el grueso de lo que queda de la flota —8000 hombres embarcados en 60 naves— parte de Trípoli con rumbo al norte, pero una nueva tormenta provoca la pérdida de más embarcaciones. Se reúnen de nuevo en Trípoli: 30 naves y 5000 hombres embarcados ponen rumbo a Lampedusa, donde pasarán el invierno, mal abastecidos desde Sicilia.

## Consecuencias
La armada quedó considerablemente afectada, aunque Pedro Navarro volverá a primeros de 1511 a realizar una nueva intentona africana. Pero tras la muerte de las tropas de la coronelía del veneciano Jerónimo Vionnello en la lucha por el control de unos pozos de agua en los Querquenes, se producirá la retirada definitiva de la flota a Favignana.
El desastre provocó que el rey quisiera liderar personalmente una nueva expedición sobre África que, finalmente, sería suspendida en el verano de ese año con motivo de los acontecimientos en Italia y la constitución de la Santa Liga, destinándose los recursos disponibles a la lucha con la Corona francesa y produciéndose la disolución de la armada que inició una prometedora carrera con la toma de Bugía.